# 西伯利亚联邦大学
56°00′15″N 92°46′21″E / 56.00417°N 92.77250°E
西伯利亚联邦大学（俄語：Сибирский федеральный университет），是俄罗斯东部地区最大型的大学。在俄罗斯大学1000强排行榜中名列第21，而在克拉斯诺亚尔斯克市高等学校排行榜中名列第1。大学被号召在克拉斯诺亚尔斯克边疆区，以及西伯利亚联邦管区及远东联邦管区的社会经济发展计划的实现起优越作用。西联大将执行本计划的几个项目：培养技术熟练的专家、制定以及在生产中采用最新高新技术工艺；建立自己的基础设施。

## 校史
俄罗斯也许最新设立的大学历史只有两年。2006年克拉斯诺亚尔斯克四所最大型的大学联合组建一所综合性的大学 – 西联大。
- 克拉斯诺亚尔斯克国立大学
- 克拉斯诺亚尔斯克国立技术大学
- 克拉斯诺亚尔斯克国立建筑大学
- 克拉斯诺亚尔斯克国立黄金与有色金属大学

尽管其设立历史短，但西联大在各个主要发展方向上已经取得了相当大的效果：
- 与俄罗斯、欧洲、亚洲及美国最佳大学搞好伙伴关系[1]；
- 大学创造自己的传统[2]；
- 在大学内出现越来越多的大学生社区[3]，大学生生活加快脚步。

## 概况
俄罗斯大型商业企业及工业的领导人物、有权威的科学家、著名的政治人物及社会名人都是西联大评议委员会的成员。西联大评议委员会主席是俄罗斯联邦总理德米特里·梅德韦杰夫。西联大通过建立联合实验室及组成大学生研究小组的方式与地区内的大型公司（如诺里尔斯克镍冶金公司 （页面存档备份，存于）、 万科尔石油公司、俄羅斯鋁業聯合公司等）进行合作。除此之外，西伯利亚联邦大学已经准备好一套反衰退措施。采取这些措施的目的是为了减少对大学学生、教职员工经济危机的后果。西伯利亚联邦大学在俄罗斯许多高校中因其潜力而出众 – 提供大学前教育、高等教育、大学后职业教育与补充职业教育。目前西联大包括35个科学研究创新分部，其中有科学研究所、设计局、集体使用设备中心、科学教育中心、实验室、创新中心、技术公园、技术转移中心、试验发性生产等。西联大全日制学生数量为30000人，全体教员数量超过3300人，全体教员及职员总数多于8000人。

## 组织结构
西伯利亚联邦大学由下列学院组成：
- 航空与信息工程学院
- 基础生物学与生物工艺学学院
- 工程物理学与电子工程学学院
- 有色金属与材料科学学院
- 工学院
- 石油与天然气学院
- 教育学、心理学与社会学学院
- 语文学与语言交际学院
- 城市建设、管理与区域经济学院
- 矿业、地质学与大地构造学学院
- 经济、管理与自然管理学院
- 人文学院
- 法律学院
- 基础训练学院
- 数学学院
- 职业训练学院
- 军事教育学院

## 西联大捐赠基金
目前大学已登记注册“西联大特别资本信托基金”组织，特别资本形成与利用的主要方法已经确定。基金的主要目标是：
- 西联大物质技术基础的现代化
- 投资项目、西联大师生的科学研究及科学实践行动的拨款
- 西联大人才能力发展的协助

克拉斯诺亚尔斯克边疆区政府在财务方面支持西联大，边疆区政府的头面人物为西联大特别资本发展信托基金做出了物质贡献。

## 西联大科学杂志
西联大科学杂志是根据2007年4月23日的学术委员会决议创办的，创办的目的是执行西联大发展计划、保证教师、职员、研究生及博士生的科学著作都在国际上有声誉。
“西联大杂志”是评论的季度刊物，由“人文科学”、“数学与物理学”、“化学”、“技术与工艺”刊物组成。杂志内的文章以俄文发表，也以英文发表，无翻译成俄文。
从2008年1月起，杂志可以订阅，西联大也被发送到俄罗斯最大型的大学图书馆、俄罗斯科学院的研究所及其他科学院的研究所。除此之外，在杂志网页上所有文章是以PDF格式提供的。

## 体育运动
西联大体育运动中心提供从事体育运动的前所未有的机会。大学生们可以在31个体育组选择78种体育运动项目进行锻炼，都是免费的。西联大体育运动的物质基础包括5座综合体育馆，其内有17个健身厅、2个游泳池、3个攀岩设施训练场。此外，教学楼内也有8个体育馆。西联大也有3个滑雪基地、4个足球场、曲棍球场及滑冰场。
此外，在西联大也有两家学生疗养所（“波利捷赫尼克”、“伊组姆鲁德”）、“波利捷赫尼克”体育健身夏令营、“达乌尔斯科耶”及“图斯“疗养休养基地。为了组织国际竞赛活动，学校也有计划建设一座新大规模综合体育馆。

## 学生自主管理
西联大学生自主管理会由两个组织组成：「大学生基层工会组织」及「西联大学生联盟」。大学生基层工会组织是一个早已组建的西联大学生组织，其成员数超过2万人。西联大学生联盟是在组建过程中。在西联大计划中有学生议会的成立，本学生议会将参加大学的管理。
西联大也举行发现有潜力的自我激励的学生的活动，是为了让这些学生们今后帮助形成与发展西伯利亚联邦大学。这些活动是：
- “大学- 是我们！”活动
- “鲁波尔”每年颁发一次的公众的积极性方面的奖赏
- “西联大最佳学生”比赛

「大学生文化中心」负责课外文化活动的组织。在2008年里，西联大举行了100多次各种各样的音乐会。经常参加这些活动的学生人数为700名。大学生文化中心的基本成员人数为500多名，创作团体数量为82个。
下列活动已经成为西联大的传统活动：
- 戏剧日
- “要求发言”大学新生比赛
- “新春”节日
- 最后几场创作音乐会
- 西联大快乐的和机灵的人俱乐部社团